# 다이고역 (교토부)
다이고역(일본어: 醍醐駅)은 일본 교토부 교토시 후시미구에 있는 교토 시영 지하철 도자이 선의 역이다. 역 번호는 T03이다.
본 문서에서는 역과 직결되는 시설 내에 있는 "다이고 버스 터미널"에 대해서도 기술한다.

## 역사
- 1997년 10월 12일: 교토 시영 지하철 도자이 선의 당역 ~ 니조역간 개통과 동시에 영업 개시, 개통 당시에는 기점역이었음.
- 2004년 11월 26일: 도자이 선이 로쿠지조역까지 연장되면서 중간역이 됨.
- 2007년 4월 1일: IC카드 "PiTaPa"의 사용 개시.

## 역 구조
1면 2선의 섬식 승강장이 있고 스크린도어가 설치되어 있다. 도자이 선의 역마다에 제정되어 있는 스테이션 컬러는 ■연분홍색이다.
개업 당초에는 정기 매표소도 있었지만, 로쿠지조 역 노선 연장 이후 폐쇄되었다.

### 승강장
| 1 | 도자이 선 | 야마시나・가라스마오이케・우즈마사텐진가와 방면 |
| 2 | 도자이 선 | 로쿠지조 방면                                   |

## 역 주변
역 위에 있는 교토 외환상선의 양옆으로는 시의 공공 시설 및 민간 상업 시설이 들어선 복합 시설 "파세오 다이고로"가 있고 역과 직결된다.
역 주변은 시영 주택을 비롯하여 단지가 많다.
- 파세오 다이고로 동관・서관
  - 다이고추오 도서관 - 서관에 입주하여 있음.
- 지하철 도자이 선 다이고 차고 - 파세오 다이고로 서관의 지하에 위치함.
- 교토 외환상선 - 역의 바로 위를 지나는 도로.
- 다이고지
- 야마시나 강
- 다이고 종합 청사
  - 후시미 구청 다이고 지소

## 버스 노선
역 앞에는, 다이고 버스 터미널 및 지하철 다이고 역전(다이고 역) 버스 정류장이 있다. 또한, 약 100m의 북쪽에는 다이고 북서쪽 마을 버스 정류장도 설치되어 있다.
도자이 선 개통 전에는 현재의 당역 부근에 교토 시영 버스 영업소가 있고 인근을 포함한 야마시나・다이고 지구에는 교토 시영 버스(시영 버스) 노선이 많이 설정되어 있었지만, 도자이 선 개통과 동시에 본 지구에서의 영업을 게이한 버스에 이관하고 철퇴했다. 또한, 본 영업소의 철거지에는 맨션이 입지하여 있다.

### 다이고 버스 터미널
복합 시설 "파세오 다이고로" 서관의 버스 터미널에서는 게이한 버스 노선이 발착하고 있다. 교토 외환상선과 접하고 있으며, 본 노선에서 직접 출입이 가능하다. 또한, 다이고 마을 버스는 여기서 대기하거나 구내를 통과하는 일은 있지만, 정류장으로는 사용하지 않고 있다.
- 게이한 버스
  - 2 다이주 단지・다이고 천황 무덤・칸슈지・후카쿠사우마타니초・다케다역 동쪽 출입구 방면
  - 3 기타오구루스・게이한 로쿠지조역 방면
  - 6 다이주 단지・모모야마미나미구치 역・주쇼지마 역・펄스 플라자・다케다역 서쪽 출입구 방면
  - 83 니시노야 단지・가와다・기온・시조오미야 방면
  - 83A 니시노야 단지・가와다・기온・시조카라스마 방면
  - 84 니시노야 단지・가와다・우마마치・기온・시조카와하라마치 방면
  - 86 다이주 단지・다이고키타 단지・히가시노・우마노・기온・시조카와하라마치 방면 (저녁 2편성만)
  - 86B 다이주 단지・다이고키타 단지・히가시노・우마노・기온・산조 케이한 방면
  - 87A 기타오구루스・니시노야 단지・가와다・우마노・기온・시조카라스마 방면 (아침만)
  - 87B 기타오구루스・니시노야 단지・가와다・우마노・기온・산조케이한 방면
  - 88B 기타오구루스・구루스노・미즈야키 단지・우마노・기온・산조케이한 방면

### 지하철 다이고 역전(다이고 역) 버스 정류장
역의 바로 위에 있는 도로(교토 외환상선)에 설치된 버스 정류장이다. 다이고 마을 버스를 운행하는 모든 노선과 게이한 버스 노선이 발착하며 버스 정류장 이름은 전자가 "지하철 다이고 역전", 후자가 "다이고 역"이다.

#### 운행 계통
- 다이고 마을 버스
- 게이한 버스

## 사진

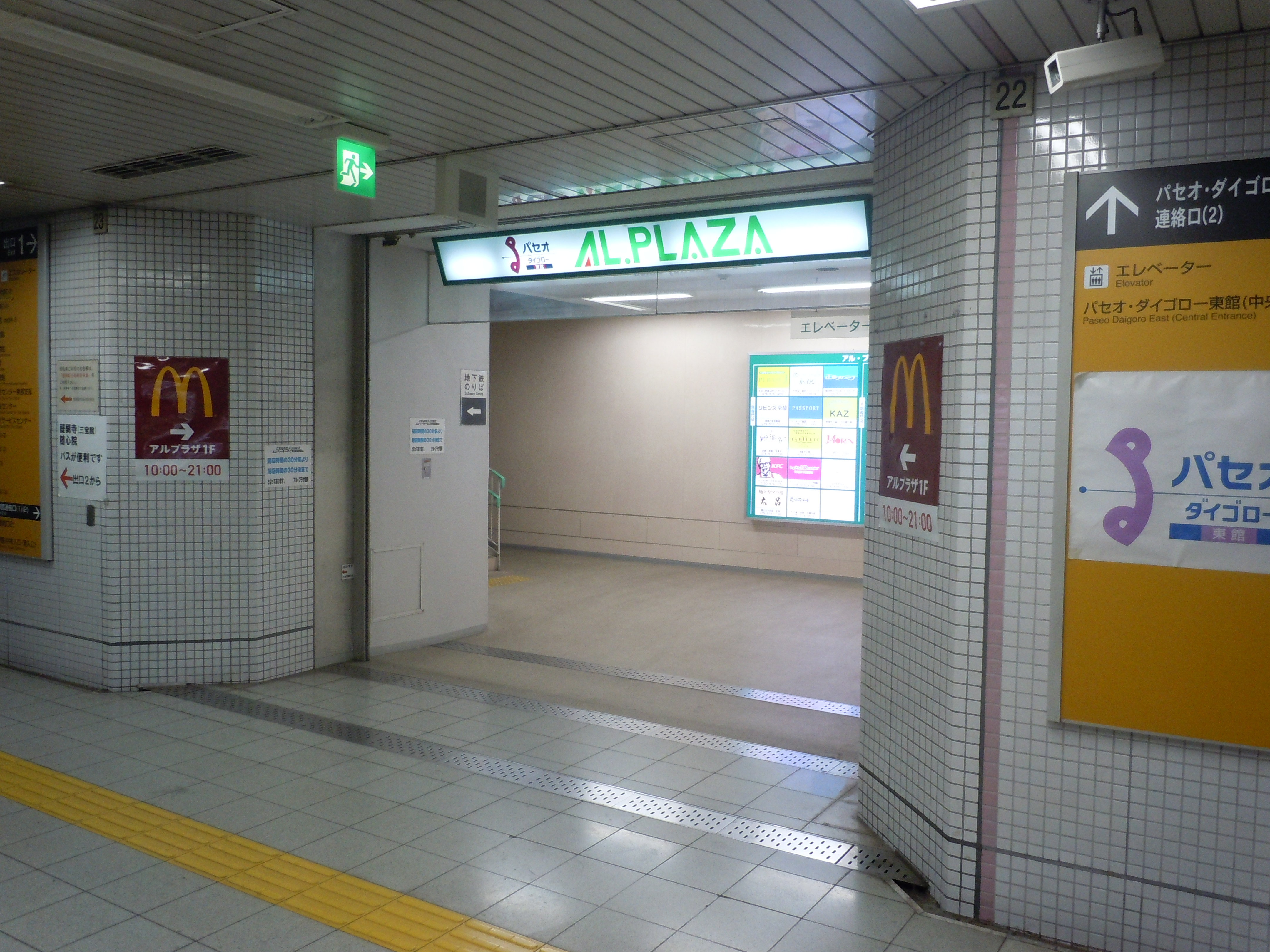
알 프라자 입구

## 인접역
| 교토 시 교통국 도자이 선 | 교토 시 교통국 도자이 선 | 교토 시 교통국 도자이 선       |
| ------------------------ | ------------------------ | ------------------------------ |
| T02 이시다 로쿠지조 방면 |                          | 오노 T04 우즈마사텐진가와 방면 |